# Frank Kooman
Frank Kooman (Den Haag, 19 oktober 1929 - aldaar, 4 april 2011) was een Nederlands poppenspeler en musicus. Hij studeerde piano aan het Koninklijk Conservatorium te Den Haag bij Gerard Hengeveld. Hij behaalde het solistendiploma, maar de poppen hebben het uiteindelijk gewonnen van de piano. Frank Kooman bleef wel de muziek componeren bij zijn eigen voorstellingen
en vroeger ook met regelmaat voor anderen zoals de poppenspelers Feike Boschma, Guido van Deth, Paul van Vliet sr., Sam van Vleuten en voor de Haagse Comedie.
Er verschenen twee poppenfilms van zijn hand voor de Nederlandse Onderwijsfilm (NOF later NIAM): De pantoffels van Koning Koukleum en De kleine giraf. In de begintijd van de televisie speelde hij twee seizoenen voor de VARA-televisie met de serie IJsco de IJsbeer. Hij behaalde de eerste prijs op het Improvisatie Concours voor Poppenspel in Haarlem (1980). In 1991 kreeg hij de Jan van Heel-prijs uitgereikt door het Centrum voor Kunst en Cultuur te Den Haag. Frank Kooman kreeg ook een Koninklijke onderscheiding en een Haagse Stadspenning voor al zijn werk. 
In 1960 opende hij een eigen theater aan de Galileistraat in Den Haag, het Kooman's Poppentheater. Na negen jaar verhuisde hij naar de Frankenstraat. Er worden onafgebroken voorstellingen gespeeld voor kinderen en volwassenen.
Frank Kooman heeft een repertoire van 25 kindervoorstellingen zoals Slik de Slak, Egeltje Punaise en Swaffie de Zeehond waarin de karakters Reintje de Vos, Dennie Appel en IJsco de IJsbeer de hoofdrollen speelden. Hij maakte vier programma's voor volwassenen, waaronder: Koning Midas heeft ezelsoren, De nachtegaal van de keizer en het Muzikaal Poppencabaret, dat nog steeds wordt gespeeld. In 1995 richtte hij samen met zijn zoon Arjan Kooman (1967) het samenwerkingsverband Kooman's Poppentheater op. 
Arjan Kooman zette Kooman's Poppentheater voort in het eigen theater, maar ook als reizend gezelschap.